# Garden Party (film)
Pour les articles homonymes, voir Garden Party.
Pour plus de détails, voir Fiche technique et Distribution.
Garden Party est un film américain réalisé par Jason Freeland, sorti en 2008.

## Fiche technique
- Titre original : Garden Party
- Réalisation : Jason Freeland
- Scénario : Jason Freeland
- Direction artistique : Jason Bistarkey
- Décors : Jason Bistarkey
- Costumes : Debra LeClair et Jennifer Levy
- Photographie : Robert Benavides
- Montage : Daniel R. Padgett
- Musique : John Swihart (en)
- Production : Tim Youd
  - Production déléguée : Joseph Middleton
  - Line production : Jason R. Houston
- Société(s) de production : Lookout Films
- Société(s) de distribution : Roadside Attractions
- Pays d'origine : États-Unis
- Année : 2008
- Langue originale : anglais
- Format : couleur – 35 mm – 1,85:1 – Dolby Digital
- Genre : drame
- Durée : 88 minutes
- Dates de sortie : 
  -  États-Unis : 30 mai 2008 (Festival International du Film de Seattle)

## Distribution
- Christopher Allport : Davey Diamond
- Lisa Arturo : la mère d'April
- Erik Bragg : Dirk
- Fiona Dourif : Becky
- Shelley Dowdy : Anna
- Jennifer Lawrence : Tiff
- Patrick Fischler : Anthony
- Scott Grossman : Super Duper
- Richard Gunn : Todd
- Jordan Havard : Wayne
- Sonita Henry : Celine
- Willa Holland : April
- Tadhg Kelly : John
- Kevin Makely : Andrew
- Jason Medwin : Big Man
- Vinessa Shaw : Sally St. Claire
- Ross Patterson : Joey Zane
- Jake Richardson : Kevin
- Scott Seymour : Neil
- Erik Smith : Sammy
- Robin Sydney : Sara
- Shelly Varod : Jasmine